# Strobilanthes secundus
Strobilanthes secundus är en akantusväxtart som beskrevs av T. Anders.. Strobilanthes secundus ingår i släktet Strobilanthes och familjen akantusväxter. Inga underarter finns listade i Catalogue of Life.